# Pinakiel

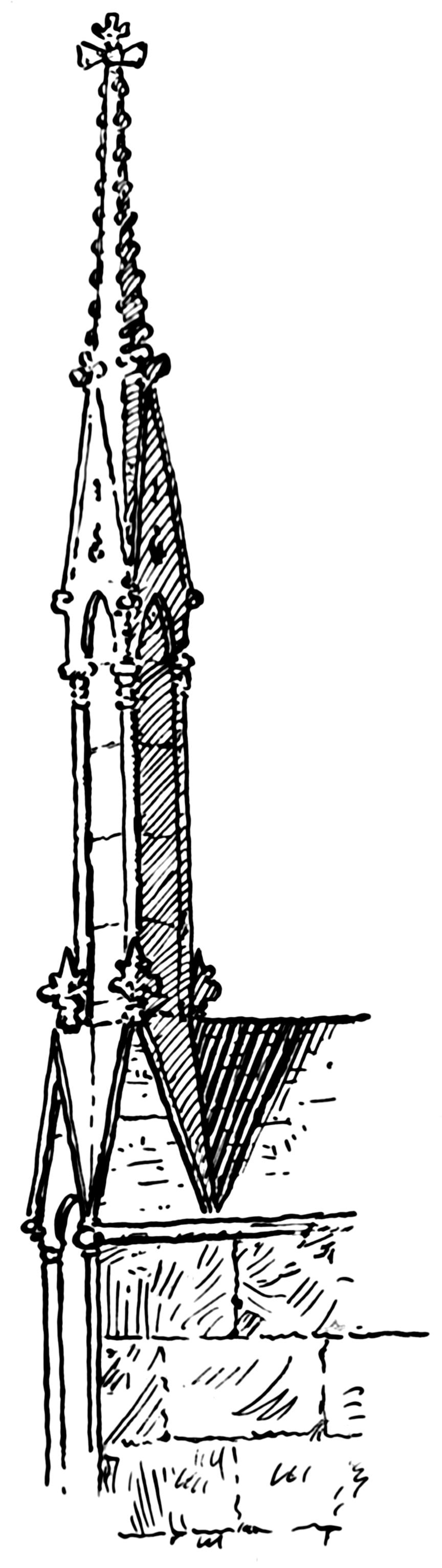
Gotycki pinakiel

Pinakiel (inaczej fiala, sterczyna) – pionowy element dekoracyjny w postaci smukłej kamiennej wieżyczki, zakończonej od góry iglicą, której krawędzie udekorowane są żabkami i która zwieńczona jest kwiatonem. W postaci bardziej ozdobnej miał kształt ażurowej kapliczki z maswerkami. Jest charakterystyczny dla architektury gotyckiej i neogotyckiej.
Pinakiel obok swojej dekoracyjnej roli pełnił też funkcję dociążającą przyporę. Dodatkowe obciążenie pinaklem kierowało wektor ukośnej siły rozporu sklepienia (przenoszonej przez łęk oporowy na przyporę) bardziej w dół. Chroniło to ścianę budynku przed skrzywieniem przez siłę rozporu sklepienia i dzięki temu pozwalało na zachowanie stateczności konstrukcji.
Pinakiel może stanowić zwieńczenie skarpy, naroża wieży, wimpergi, szczytu itp. Wykorzystywany jest również – jako element zdobniczy – w rzemiośle artystycznym (rzeźbiarstwie, snycerstwie i złotnictwie). Wykonywany jest wówczas – poza kamieniem – ze sztukaterii, drewna, metali. Jest częstym elementem zwieńczeń gotyckich nagrobków baldachimowych, gotyckich ołtarzy skrzyniowych i in.

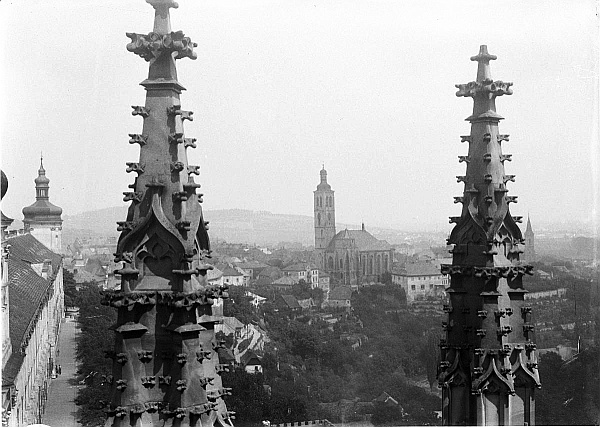
Pinakle na katedrze św. Barbary w Kutnej Horze
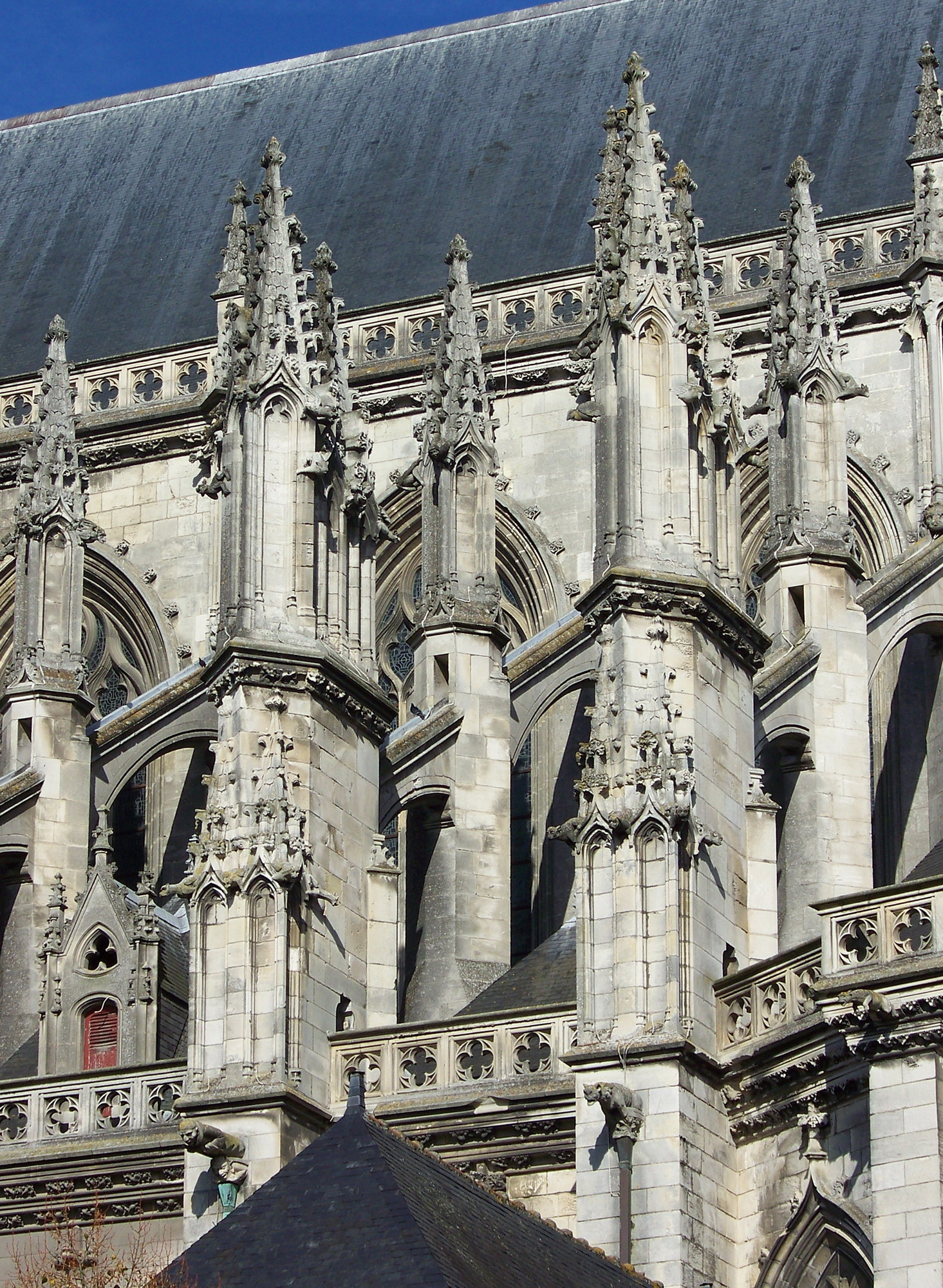
Pinakle na katedrze w Nantes
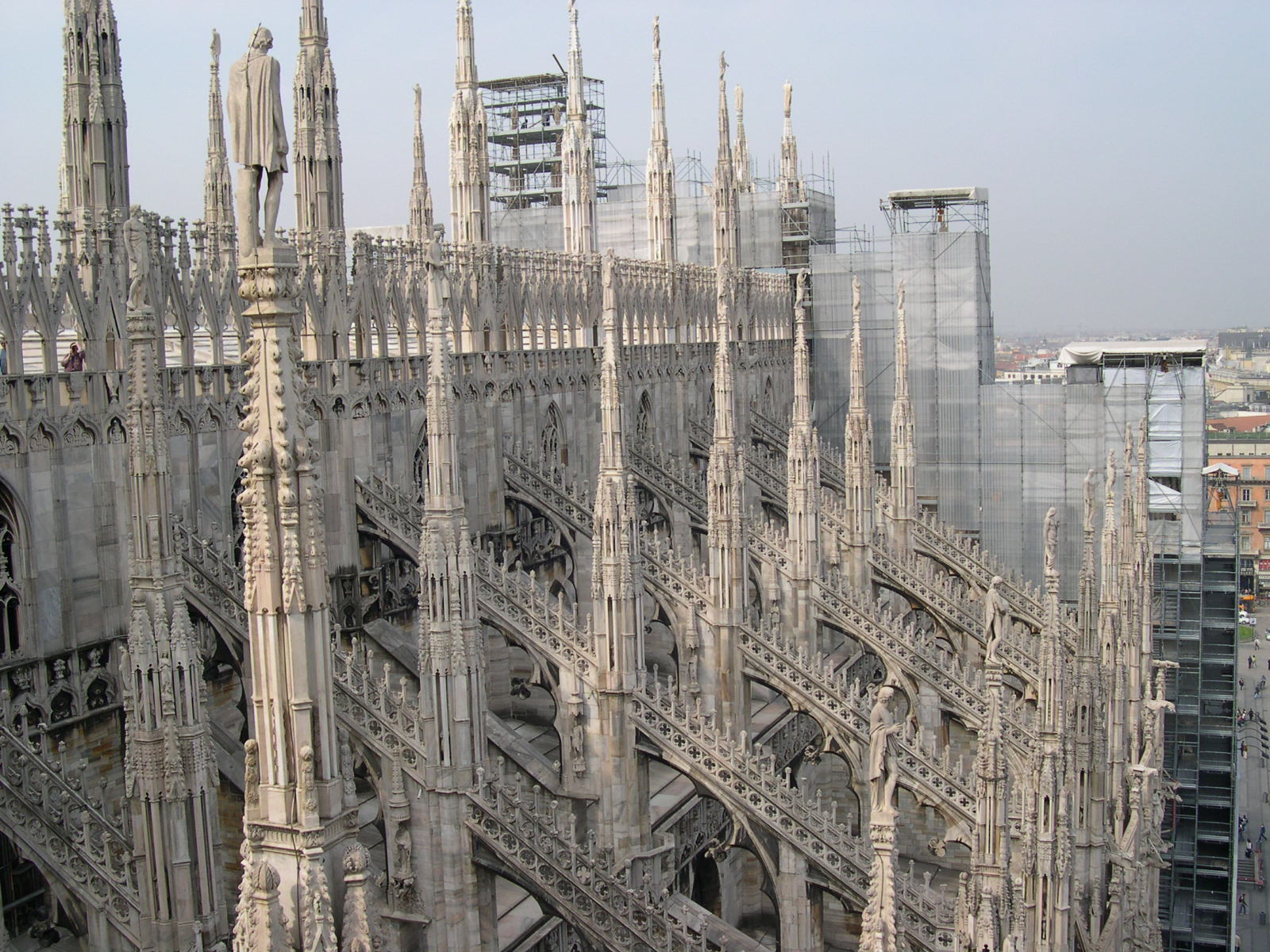
Pinakle na katedrze w Mediolanie